# NGC 5714
NGC 5714 هي مجرة حلزونية تتبع كوكبة العواء. اكتشفها ويليام هيرشل في 12 مايو 1787. تبعد هذه المجرة حوالي 130 مليون سنة ضوئية

## روابط خارجية
- NGC 5714 على موقع ويكي سكاي: DSS2, SDSS, GALEX, IRAS, Hydrogen α, X-Ray, Astrophoto, Sky Map, Articles and images